# Blake Harper
Blake Harper, all'anagrafe Peter Tiefenbach (Windsor, 19 ottobre 1968), è un ex attore pornografico canadese che ha lavorato esclusivamente in film pornografici gay.

## Biografia
Inizia a lavorare nel settore della pornografia gay relativamente tardi, nel 1998, quando aveva trent'anni. La sua carriera è durata dal 1998 al 2005, partecipando in questi sette anni a oltre trenta film, guadagnandosi diversi premi, tra cui due GayVN Award come miglior attore e miglior performer dell'anno.
Alto 183 cm, capelli ricci e fisico scolpito, nel corso della sua carriera ha mutato il suo fisico da longilineo e depilato a più muscoloso e villoso. Harper è stato noto anche per le sue relazioni sentimentali con i colleghi Jason Branch e Colton Ford, entrambi ex porno attori.
Nel 2005, dopo aver partecipato al documentario Naked Fame, si ritira dal mondo della pornografia e torna a Windsor, dove tuttora lavora come infermiere in un ospedale locale.

## Premi
- Adult Erotic Gay Video Awards 2000 - Miglior performer (ex aequo con Jason Branch)
- Adult Erotic Gay Video Awards 2001 - Miglior scena di sesso di gruppo in Echoes
- Adult Erotic Gay Video Awards 2002 - Miglior scena di sesso di gruppo in Conquered
- Adult Erotic Gay Video Awards 2002 - Miglior attore non protagonista in Conquered
- GayVN Award 2000 - Miglior scena di sesso orale in Ass Lick Alley
- GayVN Award 2000 - Miglior attore in Animus
- GayVN Award 2001 - Miglior performer dell'anno

## Filmografia
- Chapters (1998)
- Fantasies of a Pig Bottom (1998)
- Focal Length (1998)
- Boner!: Man's Best Friend (1999)
- Moan (1999)
- Animus (1999)
- Ass Lick Alley (1999)
- Descent (1999)
- Glory Holes of San Francisco (1999)
- I Know Who You Blew Last Summer (1999)
- Tales from Two Cities (1999)
- Trust Me (1999)
- Don't Ask, Don't Tell! (2000)
- Heat (2000)
- Absolutely Everybody (2000)
- At Arm's Length (2000)
- Devil Is a Bottom (2000)
- Echoes (2000)
- The Final Link (2000)
- Hand Over Fist (2000)
- The Pharaoh's Curse (2000)
- The Servant (2000)
- Serviced (2000)
- Sexpack One: Four Tight Tales (2000)
- The Missing Link (2001)
- Conquered (2001)
- Goosed for 3!: A Bisexual Love Affair (2001)
- Pillage & Plunder: The Movie (2001)
- The Seven Deadly Sins: Lust (2001)
- Prowl 3: Genuine Leather (2002)
- Closed Set: The New Crew (2002)
- Aftershock: Part 2 (2002)
- Porn Academy (2002)
- Score (2003)
- The Seven Deadly Sins: Redemption (2005)